# Vacansoleil Pro Cycling Team 2009
Questa voce raccoglie le informazioni riguardanti la Vacansoleil Pro Cycling Team nelle competizioni ufficiali della stagione 2009.

## Stagione
Come Professional Continental Team, la Vacansoleil prese parte alle gare dei Circuiti continentali UCI, in particolare all'UCI Europe Tour. Partecipò anche ad alcune gare del calendario mondiale UCI 2009.

## Organico

### Staff tecnico
GM=General manager; DS=Direttore sportivo.
|  | Naz.                   | Ruolo | Sportivo                 |  |  |  |
|  | ---------------------- | ----- | ------------------------ |  |  |  |
|  | Paesi Bassi (bandiera) | GM    | Daan Luijkx              |  |  |  |
|  | Paesi Bassi (bandiera) | DS    | Michel Cornelisse        |  |  |  |
|  | Belgio (bandiera)      | DS    | Hilaire Van Der Schueren |  |  |  |

### Rosa
|  | Naz.                   |  | Sportivo            | Anno |  |  |
|  | ---------------------- |  | ------------------- | ---- |  |  |
|  | Paesi Bassi (bandiera) |  | Thijs van Amerongen | 1986 |  |  |
|  | Slovenia (bandiera)    |  | Borut Božič         | 1980 |  |  |
|  | Italia (bandiera)      |  | Matteo Carrara      | 1979 |  |  |
|  | Australia (bandiera)   |  | Baden Cooke         | 1978 |  |  |
|  | Belgio (bandiera)      |  | Wim De Vocht        | 1982 |  |  |
|  | Polonia (bandiera)     |  | Michał Gołaś        | 1984 |  |  |
|  | Paesi Bassi (bandiera) |  | Arnoud van Groen    | 1983 |  |  |
|  | Paesi Bassi (bandiera) |  | Reinier Honig       | 1983 |  |  |
|  | Paesi Bassi (bandiera) |  | Johnny Hoogerland   | 1983 |  |  |
|  | Uzbekistan (bandiera)  |  | Sergej Lagutin      | 1981 |  |  |
|  | Belgio (bandiera)      |  | Björn Leukemans     | 1977 |  |  |
|  | Paesi Bassi (bandiera) |  | Gerben Löwik        | 1977 |  |  |
|  | Italia (bandiera)      |  | Marco Marcato       | 1984 |  |  |
|  | Paesi Bassi (bandiera) |  | Jens Mouris         | 1980 |  |  |
|  | Paesi Bassi (bandiera) |  | Wouter Mol          | 1982 |  |  |
|  | Danimarca (bandiera)   |  | Martin Mortensen    | 1984 |  |  |
|  | Paesi Bassi (bandiera) |  | Wout Poels          | 1987 |  |  |
|  | Paesi Bassi (bandiera) |  | Matthé Pronk        | 1974 |  |  |
|  | Paesi Bassi (bandiera) |  | Bobbie Traksel      | 1981 |  |  |
|  | Belgio (bandiera)      |  | Frederik Veuchelen  | 1978 |  |  |
|  | Paesi Bassi (bandiera) |  | Aart Vierhouten     | 1970 |  |  |
|  | Paesi Bassi (bandiera) |  | Lieuwe Westra       | 1982 |  |  |

## Palmarès

### Corse a tappe
- Giro del Belgio

2ª tappa (Borut Božič)
3ª tappa (Borut Božič)
- Tour de Pologne

1ª tappa (Borut Božič)
- Tour du Limousin

1ª tappa (Borut Božič)
- Vuelta a España

6ª tappa (Borut Božič)
- Circuit de Lorraine

Classifica generale (Matteo Carrara)
- Drieedagse van West-Vlaanderen

1ª tappa (Johnny Hoogerland)
Classifica generale (Johnny Hoogerland)
- Étoile de Bessèges

4ª tappa (Björn Leukemans)
- Tour de Picardie

1ª tappa (Lieuwe Westra)
Classifica generale (Lieuwe Westra)

### Corse in linea
- Arno Wallaard Memorial (Lieuwe Westra)

### Campionati nazionali
- Campionati uzbeki

In linea (Sergej Lagutin)

## Classifiche UCI

### Calendario mondiale UCI
Individuale
Piazzamenti dei corridori della Vacansoleil nella classifica del Calendario mondiale UCI 2009.
| Pos. | Ciclista          | Punti |
| ---- | ----------------- | ----- |
| 67   | Johnny Hoogerland | 76    |
| 102  | Borut Božič       | 34    |
| 114  | Marco Marcato     | 26    |
| 127  | Björn Leukemans   | 20    |
| 242  | Baden Cooke       | 2     |
| 243  | Jens Mouris       | 2     |
| 266  | Matthé Pronk      | 1     |

Squadra
La Vacansoleil chiuse in ventunesima posizione con 158 punti.

### UCI Europe Tour
Individuale
Piazzamenti dei corridori della Vacansoleil nella classifica dell'UCI Europe Tour 2009.
| Pos. | Ciclista           | Punti |
| ---- | ------------------ | ----- |
| 16   | Borut Božič        | 320   |
| 38   | Lieuwe Westra      | 219   |
| 39   | Matteo Carrara     | 217   |
| 43   | Johnny Hoogerland  | 209   |
| 59   | Marco Marcato      | 174   |
| 94   | Björn Leukemans    | 135   |
| 112  | Bobbie Traksel     | 125   |
| 155  | Aart Vierhouten    | 100   |
| 161  | Wouter Mol         | 94    |
| 168  | Baden Cooke        | 92    |
| 246  | Gerben Löwik       | 66    |
| 253  | Reinier Honig      | 64    |
| 279  | Jens Mouris        | 58    |
| 396  | Michał Gołaś       | 41    |
| 539  | SergejLagutin      | 27    |
| 708  | Frederik Veuchelen | 16    |
| 797  | Arnoud van Groen   | 12    |
| 1118 | Wim De Vocht       | 4     |

Squadra
La Vacansoleil chiuse in seconda posizione con 1499 punti.